# Kaikō Mk-IV
Le ROV Kaikō Mk-IV est le dernier submersible sans pilote de recherche océanographique japonais de la série, exploité par la Japan Agency for Marine-Earth Science and Technology (JAMSTEC) lancé en 2013

## Historique
Le ROV se compose de deux parties, le lanceur et le véhicule. Le premier véhicule Kaikō a été perdu en mer le 29 mai 2003 au large des côtes de l’île de Shikoku pendant le typhon Chan-Hom, à cause de la rupture du câble secondaire le reliant à son lanceur. 
La JAMSTEC a lancé un nouveau projet intitulé «Projet de recherche sur les ressources sous-marines» en avril 2011. Il a été décidé de faire progresser le développement du véhicule ROV Kaikō jusqu'à la version du Kaikō Mk-IV en tant que quatrième véhicule du lanceur Kaikō. Sa construction a débuté en avril 2011 et s'est achevée en mars 2013. Ses essais en mer ont ensuite été effectués au cours des exercices 2013 à 2015. 
 
Durant cette période, des chercheurs de JAMSTEC ont commencé les essais en mer d'un ROV de remplacement permanent, ABISMO (en) (Automatic Bottom Inspection and Sampling Mobile). ABISMO est actuellement l’un des trois ROV jusqu’à 11.000 mètres (les deux autres étant Nereus de l'Institut océanographique de Woods Hole , et Deepsea Challenger, piloté par James Cameron).
C'est le navire de recherche hauturière RV Kairei qui prend en charge les missions du Kaikō Mk-IV.

## Spécifications et performance
- Profondeur maximale de plongée: 7 000 mètres
- Poids: environ 6 tonnes
- Charge utile : plus de 300 kg
- Matériel de recherche et d'observation : une caméra à objectif fisheye, une caméra de télévision haute définition grand angle, une caméra fixe haute définition et divers équipements d'observation pouvant être installés sur le châssis
- Capacité d'échantillonnage : manipulateur hydraulique à haut rendement (charge de manipulation maximale d'environ 250 kg)
- Méthode de propulsion: propulseurs hydro-électriques
- Câbles optiques/composites